# Darlington Nagbe
 Darlington Nagbe  (Monrovia, Liberia, 19 de julio de 1990) es un futbolista liberiano nacionalizado estadounidense. Juega de extremo y su equipo es el Columbus Crew SC de la Major League Soccer de Estados Unidos. Es internacional absoluto con la selección de los Estados Unidos desde el año 2015. 

## Trayectoria

### Inicios
Nagbe nació en Liberia, pero dejó el país cuando tenía cinco meses al escapar de la guerra civil con su madre y hermano. Luego se unieron a su esposo Joe Nagbe, un futbolista profesional, y su carrera llevó a su familia por Francia, Grecia y Suiza antes de finalmente asentarse en el área de Cleveland, Ohio en 2001 cuando Darlington tenía once años.
Nagbe creció en Lakewood, Ohio, en donde estudió en la Escuela Secundaria de Lakewood y posteriormente en la Escuela Secundaria St. Edward, anotando 18 goles y entregando 10 asistencias para el equipo de fútbol de esa escuela en su último año. Fue miembro del equipo Region II ODP, fue nombrado como Todo Estrella ESP en 2007 y fue miembro del equipo ODP de Ohio North, además de ganar cuatro títulos estatales con los Cleveland Internationals.

### Fútbol universitario y amateur
Nagbe jugó al fútbol en la Universidad de Akron, anotando 19 goles y contribuyendo con 19 asistencias en 73 partidos en tres temporadas. Fue incluido en el primer equipo Soccer America All-Freshman, y fue nombrado como el All-MAC Newcomer del año como novato en 2008. En su segundo año en 2009 Nagbe fue includio en el NSCAA All-America Second Team, el Soccer America MVP Second Team, el Top Drawer Soccer Team of the Season Second Team, el All-Great Lakes Region First Team y el All-Mid-American Conference First Team. En 2010 Nagbe ayudó a los Akron Zips a conseguir su primer título nacional, derrotando 1-0 a Louisville en la final; posteriormente sería incluido en el NSCAA All-America First Team, el All-MAC First Team, el College Cup All-Tournament Team, y fue honrado con el Hermann Trophy en 2010. Su entrenador en Akron fue Caleb Porter, quien jugó cuatro partidos con San Jose en 1999 y fue su director técnico en los Portland Timbers.
En sus años universitarios, Nagbe también jugó cuatro temporadas con los Cleveland Internationals de la USL Premier Development League, anotando 7 goles en 18 partidos.

### Portland Timbers
Nagbe fue seleccionado por los Portland Timbers en la primera ronda (segundo en la general) del SuperDraft de la MLS de 2011. Luego de perderse las primeras dos semanas de la temporada debido a una lesión, Nagbe hizo su debut como titular el 2 de abril de 2011 en un empate 1-1 frente al New England Revolution. Nagbe anotó su primer gol como profesional con una brillante volea (que finalmente fue elegida como el Gol del Año de la MLS en 2011) en la derrota 2-1 frente al Sporting Kansas City el 2 de julio de 2011.
Fue parte del plantel que ganó la Copa MLS de 2015, temporada donde Nagbe solo se perdió un partido.
Fue citado para el Juego de las Estrellas de la Major League Soccer de 2016. Al término de la temporada, Nagbe estuvo cerca de fichar por el Celtic, donde el club escocés ofreció £3 millones por el jugador.

### Atlanta United
El 13 de diciembre de 2017, Atlanta United adquirió al jugador a cambio de $1.05 millones, más $600,000 de incentivo. Fue el segundo goleador del equipo en su temporada debut con Atlanta, donde ganó la Copa MLS de 2018 bajo el mando de Gerardo Martino.

### Columbus Crew
El 13 de noviembre de 2019 el Columbus Crew SC adquirió al jugador para la temporada 2020.

## Clubes
| Club                     | País           | Año           |
| ------------------------ | -------------- | ------------- |
| Cleveland Internationals | Estados Unidos | 2007-2010     |
| Portland Timbers         | Estados Unidos | 2010-2017     |
| Atlanta United           | Estados Unidos | 2018-2019     |
| Columbus Crew SC         | Estados Unidos | 2020-presente |

## Selección nacional

### Selección de Estados Unidos
Luego de obtener su ciudadanía estadounidense en septiembre de 2015, Nagbe fue convocado a la selección estadounidense por primera vez en noviembre de ese mismo año con miras a los primeros dos partidos de las eliminatorias a la Copa Mundial de Fútbol de 2018 frente a San Vicente y las Granadinas y Trinidad y Tobago.  Hizo su debut en el primer partido, ingresandon en el segundo tiempo en reemplazo de Fabian Johnson.
Anotó su primer gol internacional el 25 de mayo de 2016, dándole la victoria a los Estados Unidos sobre Ecuador en un partido amistoso jugado en Texas. Poco después, en junio de 2016, fue confirmado entre los 23 jugadores que disputaron la Copa América Centenario con los Estados Unidos en ese año.

#### Participaciones en Copas América
| Copa              | Sede           | Resultado  |
| ----------------- | -------------- | ---------- |
| Copa América 2016 | Estados Unidos | 4.º puesto |

#### Participaciones en Concacaf
| Copa             | Sede           | Resultado |
| ---------------- | -------------- | --------- |
| Copa de Oro 2017 | Estados Unidos | Campeón   |

### Goles internacionales
| #   | Fecha              | Lugar                        | Rival   | Gol   | Resultado | Competición |
| --- | ------------------ | ---------------------------- | ------- | ----- | --------- | ----------- |
| 01. | 25 de mayo de 2016 | Estadio Toyota, Dallas, EEUU | Ecuador | 1 – 0 | 1 – 0     | Amistoso    |

## Palmarés

### Campeonatos nacionales
| Título             | Club             | País           | Año  |
| ------------------ | ---------------- | -------------- | ---- |
| MLS Conference Cup | Portland Timbers | Estados Unidos | 2015 |
| MLS Cup            | Portland Timbers | Estados Unidos | 2015 |
| MLS Conference Cup | Atlanta United   | Estados Unidos | 2018 |
| MLS Cup            | Atlanta United   | Estados Unidos | 2018 |
| MLS Conference Cup | Columbus Crew    | Estados Unidos | 2023 |
| MLS Cup            | Columbus Crew    | Estados Unidos | 2023 |

### Títulos internacionales
| Título      | Equipo         | Sede           | Año  |
| ----------- | -------------- | -------------- | ---- |
| Copa de Oro | Estados Unidos | Estados Unidos | 2017 |
| Leagues Cup | Columbus Crew  | Estados Unidos | 2024 |